# Светлый (Калмыкия)
Светлый — посёлок (сельского типа) в Ики-Бурульском районе Калмыкии, административный центр Светловского сельского муниципального образования. Посёлок расположен в пределах Прикаспийской низменность в 60 км к юго-востоку от районного центра посёлка Ики-Бурул.
Население — 485 человек (2012)
Основан как центральная усадьба Зултурганской МЖС в 1967 году.

## История
Основан в 1967 году в связи с организацией специализированной машинно-животноводческой станции (МЖС). Зултурганская МЖС должна была помочь другим хозяйствам района создать прочную кормовую базу. 13 июня 1969 года Указом Президиума Верховного Совета Калмыцкой АССР центральной усадьбе МЖС было присвоено название — посёлок Светлый. В 1970 году была открыта восьмилетняя школа. В 1972 году МЖС была реорганизована в совхоз с одноименным названием. В поселке появилась интернат, детсад-ясли, клуб, столовая, медпункт, отделение связи.
С 1 января 1973 года с центром в посёлке Светлый был создан Зултурганский сельский Совет. В 1974 году школа была преобразована в восьмилетнюю.

## Физико-географическая характеристика
Посёлок расположен на востоке Ики-Бурульского района, в пределах Прикаспийской низменности, являющейся частью Восточно-Европейской равнины, на западном (левом) берегу Черноземельского магистрального канала. Высота над уровнем моря — 17 м. Рельеф местности равнинный.
Расстояние до столицы Калмыкии города Элиста составляет 130 км, до районного центра посёлка Ики-Бурул — 60 км. Ближайший населённый пункт посёлок Мелиоратор Черноземельского района расположен в 7,7 км к северо-востоку от посёлка Светлый.
Согласно классификации климатов Кёппена-Гейгера тип климата — семиаридный (индекс BSk). Среднегодовая температура воздуха — 10,2 °C, количество осадков — 262 мм. В окрестностях посёлка распространены бурые пустынно-степные и бурые пустынные солонцеватые песчаные почвы в комплексе с солонцами.
В посёлке, как и на всей территории Калмыкии, действует московское время.

## Население
В конце 1980-х в посёлке проживало около 540 человек.
| 2002 | 2010 | 2012 |
| ---- | ---- | ---- |
| 345  | ↗453 | ↗485 |

Национальный состав
Согласно результатам переписи 2002 года большинство населения посёлка составляли даргинцы (29 %) и калмыки (27 %)

## Социальная инфтраструктура
В посёлке действуют средняя школа, фельдшерско-акушерский пункт, дом культуры.